# 스벤 홀름베리
스벤 홀름베리(스웨덴어: Sven Holmberg, 1918년 2월 9일 ~ 2003년 4월 1일)는 스웨덴의 배우, 가수이다.
노르셰핑에서 태어났으며 스톡홀름에서 사망하였다.

## 영화
- 펠레: 버스 오브 어 레전드 (2016년)
- 블러드 랜섬 (2014년)
- 전격 Z작전 - 시리즈 (2008년)
- 전격 Z작전 - 파일롯 (2008년)
- 포세이돈 어드벤처 (2005년)
- 오씨 (2003년)
- 우리 생애 나날들 (1965년)